# Tridentella saxicola
Tridentella saxicola är en kräftdjursart som först beskrevs av Hale 1925A.  Tridentella saxicola ingår i släktet Tridentella och familjen Tridentellidae. Inga underarter finns listade i Catalogue of Life.